# Luminaria (artificio)

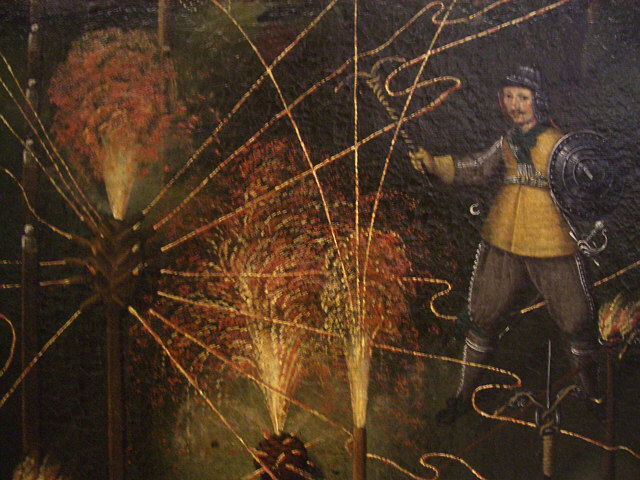
Luminarias en una obra de Johann Kouhn de 1645.

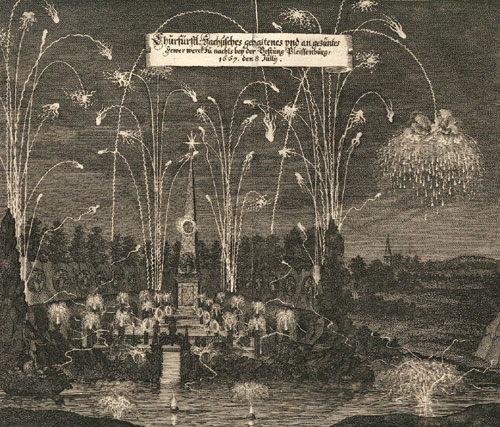
Luminarias en un grabado de Matthäus Merian de 1670.

El término luminaria tiene una acepción histórica como "fuego de artificio". De forma oficial, el término (luminaria) se acepta solamente en el sentido de tea ardiendo y así su acepción como "fuego de artificio" ha sido rechazada (u olvidada) por historiadores y filólogos a lo largo de décadas. La referencia histórica directa existente en la traducción de las Memorias de Philippe de Commines hecha por el inquisidor Juan Vitrian avala este otro significado de "fuego de artificio". Hay notas de gastos "repetitivos y elevados" en "luminarias" en los archivos de los gastos de las fiestas de Jaime II (1310).

## Luminarias de la victoria
Durante la segunda guerra de Nápoles en la batalla de Ceriñola (1503) estallaron, a plena luz del día, dos carros con toneles de pólvora, generando unas "luminarias" con una gran explosión e iluminación en el cielo", asustando a los soldados de los tercios, el Gran Capitán les animó diciendo:  Buen anuncio amigos, que estas son las luminarias de la victoria .
Luminarias de la victoria
En este pasaje el Gran Capitán da el nombre de  luminarias  a unas explosiones impresionantes " a la luz del día", y es de todos conocido que unas luminarias de " tea ardiendo" o de " cera y aceite ", a la luz del día, ni se ven ni se pueden oír. Una vez ganada la batalla se hizo una gran celebración (de ahí la expresión " hacer chirinola ").

## Fiestas de luminarias de Venecia
La traducción hecha por Juan Vitrián de las  Memorias de Philippe de Commines  (1447 - 1511) cita " luminarias " en la acepción de " fuego de artificio ", ya que aparte de la descripción ( " que con los boladoras en el aire vuelan como aves" ), son universalmente conocidas las famosas fiestas de luminarias de Venecia:

...Las fiestas de las luminarias de Venecia en el mundo tienen fama, por lo artificial, y mucho mas por lo natural, luciendo por muchas mas, las que son, ya en las primeras figuras sobre las techumbres y altos chapiteles, ya en las segundas figuras por la representacion de las aguas, que como en espejo se miran; y los fuegos, que con los boladores en el aire vuelan como aves, en las aguas nadan como pezes todo resplandeciente, todo brillante suelo y cielo..